# Cussy-la-Colonne
Cussy-la-Colonne – miejscowość i gmina we Francji, w regionie Burgundia-Franche-Comté, w departamencie Côte-d’Or.
Według danych na rok 1990 gminę zamieszkiwało 47 osób, a gęstość zaludnienia wynosiła 8 osób/km² (wśród 2044 gmin Burgundii Cussy-la-Colonne plasuje się na 863. miejscu pod względem liczby ludności, natomiast pod względem powierzchni na miejscu 1184.).